# Khandi Alexander
Khandi Alexander (New York, 4 settembre 1957) è un'attrice, ballerina e coreografa statunitense, conosciuta per aver interpretato il ruolo di Alexx Woods nelle prime sei stagioni di CSI: Miami.
Dal 2010 al 2013 è stata co-protagonista nella serie della HBO Treme.

## Biografia
Nata a New York ha frequentato il Queensborough Community College, e successivamente ha esordito a Broadway recitando in Chicago, Dancin e Dreamgirls. Inoltre è stata coreografa per Whitney Houston durante i tour mondiali dal 1988 al 1992. Nel 1988 è apparsa anche come ballerina nel videoclip della versione cover di Natalie Cole del brano musicale di Bruce Springsteen Pink Cadillac.

### Carriera cinematografica
Nei primi anni novanta, si è concentrata su film e serie televisive,  il personaggio Catherine Duca in NewsRadio un ruolo che ha interpretato per 4 stagioni. È stata un personaggio ricorrente nella famosa serie televisiva medica E.R. - Medici in prima linea. È ben nota per il suo ruolo di Fran, una madre tossicodipendente in The Corner. Nel 2002 viene scelta per recitare nello spin-off di CSI: Scena del crimine, CSI: Miami nel ruolo del medico legale Alexx Woods nelle prime sei stagioni. Dopo l'abbandono è tornata in due episodi in qualità di guest-star.
Ha fatto apparizioni in Law & Order: Special Victims Unit, NYPD Blue, Third Watch, Cosby, Better Off Ted e Nikita.
È apparsa nel film CB4 di Chris Rock e Charlie Murphy. Altre apparizioni cinematografiche sono Dark Blue, Sugar Hill, Tutti pazzi per Mary, Nella giungla di cemento, House Party 3, Rain.

## Filmografia

### Cinema
- Chorus Line (A Chorus Line), regia di Richard Attenborough (1985)
- Prostituzione (Streetwalkin), regia di Joan Freeman (1985)
- Scacco al re nero (Sugar Hill), regia di Leon Ichaso (1993)
- Poetic Justice, regia di John Singleton (1993)
- Tina - What's Love Got to Do with It (What's Love Got to Do with It), regia di Brian Gibson (1993)
- Nella giungla di cemento (Menace II Society), regia di Albert Hughes e Allen Hughes (1993)
- Caccia mortale (Jashua Tree), regia di Vic Armstrong (1993)
- CB4, regia di Tamra Davis (1993)
- Caro zio Joe (Greedy), regia di Jonathan Lynn (1994)
- House Party 3, regia di Eric Meza (1994)
- No Easy Way, regia di Jeffrey Fine (1996)
- Tutti pazzi per Mary (There's Something About Mary), regia di Bobby Farrelly e Peter Farrelly (1998)
- Spawn 3: Ultimate Battle (1999)
- Ladri per la pelle (Thick as Thieves), regia di Scott Sanders (1999)
- Indagini sporche (Dark Blue), regia di Ron Shelton (2002)
- Contratto con la morte (Emmett's Mark), regia di Keith Snyder (2002)
- Fool Proof, regia di Lexi Alexander e Nur Nur Cummings (2002)
- Rain, regia di Craig DiBona (2006)
- First Born, regia di Isaac Webb (2007)
- Boston - Caccia all'uomo (Patriots Day), regia di Peter Berg (2016)

### Televisione
- FTV - serie TV (1985)
- A servizio ereditiera offresi (Maid to Order), regia di Amy Holden Jones (1987)
- Cinque ragazze e un miliardario (Rags to Riches) - serie TV, episodio 1x01 (1987)
- Duetto (Duet) - serie TV, episodio 2x17 (1988)
- Tutti al college (A Different World) - serie TV, episodio 2x21 (1989)
- Shameful Secrets, regia di David Carson - film TV (1993)
- To My Daughter with Love, regia di Kevin Hooks - film TV (1994)
- Terminal, regia di Larry Elikann - film TV (1996)
- NewsRadio - serie TV, 58 episodi (1995-1998)
- Nikita (La Femme Nikita) - serie TV, episodio 2x12 (1998)
- Partners, regia di Brett Ratner - film TV (1999)
- Spawn - serie TV, episodio 3x03 (1999)
- NYPD - New York Police Department (NYPD Blue) - serie TV, episodio 6x12 (1999)
- Cosby - serie TV, episodio 3x12 (1999)
- X-Chromosome - serie TV (1999)
- Squadra emergenza (Third Watch) - serie TV, episodio 2x10 (2000)
- The Corner - serie TV, 6 episodi (2000)
- Rude Awakening - serie TV, episodio 2x20 (2000)
- E.R. - Medici in prima linea (ER) - serie TV, 30 episodi (1995-2001)
- Law & Order - Unità vittime speciali (Law & Order: Special Victims Unit) - serie TV, episodio 2x14 (2001)
- CSI: Scena del crimine (CSI: Crime Scene Investigation) - serie TV, episodio 2x22 (2002)
- CSI: Miami - serie TV, 145 episodi (2002-2009)
- Life's a Bitch - serie TV (2003)
- Perfect Strangers - Tutti i numeri dell'amore (Perfect Strangers), regia di Robin Shepperd - film TV (2004)
- Better Off Ted - serie TV, episodio 2x03 (2009)
- Treme - serie TV, 30 episodi (2010-2013)
- Scandal - serie TV (2013-2015)
- Body of Proof - serie TV, episodio 15x02 (2012)
- Bessie – film TV, regia di Dee Rees (2015)
- Fahrenheit 451 – film TV, regia di Ramin Bahrani (2018)

## Doppiatrici italiane
Nelle versioni in italiano delle opere in cui ha recitato, Khandi Alexander è stata doppiata da:
- Isabella Pasanisi in CSI - Scena del crimine, CSI: Miami, Perfect Strangers - Tutti i numeri dell'amore
- Laura Boccanera in Law & Order - Unità vittime speciali, Fahrenheit 451
- Antonella Giannini in E.R. - Medici in prima linea
- Tiziana Avarista in Indagini sporche
- Alessandra Cassioli in Body of Proof
- Laura Romano in Boston - Caccia all'uomo
- Cristina Giolitti in Scandal

## Riconoscimenti

### Image Awards
- 1998 – Miglior attrice non protagonista in una serie comica: NewsRadio (nomination)
- 2001 – Miglior Guest star in un film, Mini-serie o special drammatico: The Corner (nomination)
- 2002 – Miglior attrice protagonista in una serie drammatica: Law & Order (nomination)
- 2005 – Miglior attrice protagonista in una serie drammatica: CSI: Miami
- 2006 – Miglior attrice protagonista in una serie drammatica: CSI: Miami (nomination)
- 2007 – Miglior attrice protagonista in una serie drammatica: CSI: Miami (nomination)